# Baranyai-Bosnyák István
Baranyai-Bosnyák István (Darázs, 1940. október 8. – Budapest, 2009. március 22.), Bosnyák István, Baranyai B. István: jugoszláviai magyar író.

## Élete
Anyja Persits Mária háztartásbeli, apja János kisiparos.
1947-52 között a szülőfalu ötosztályos magyar tannyelvű elemi iskolájának, majd a szomszédos Vörösmarty nyolcosztályos magyar Algimnáziumának a tanulója (1952-55). Első magyartanára, Baranyai Schneider Júlia valójában itt indítja el az írástudói pályán egy sikeresnek talált iskolai dolgozatának közreadásával a zágrábi Magyar Képes Újságban (1954).
1955-1960 között a szabadkai magyar tannyelű Tanítóképző diákja, szűkebb pátriájának, közelebbről a Horvátországi Magyar Kultúrszövetségnek az ösztöndíjasaként. Magyartanára és osztályfőnöke a II-IV. tanévben Bori Imre volt. Itt közölte egyik korai versét a helyi 7 Nap.
1960-64. az egyetemista évek időszaka az újvidéki Bölcsészettudományi Kar 1959-ben létesült Magyar Tanszékén. Az ösztöndíjat ez idő alatt a szülőfalu „kommunája” (tkp. községe) biztosítja, magyartanárai pedig Sinkó Ervin, B. Szabó György és Bori Imre. A viszonylag korán elkezdett publikálást eközben az Ifjúság című, tartományi hatósugarú hetilapban és Symposion c. irodalmi mellékletében, valamint a Magyar Szóban és a Hídban folytatja, s itt jelenik meg első nagyobb írása, a Tizennégy nap Hungáriában c. folytatásos útinapló szerb nyelven is, a Polja c. újvidéki folyóiratban. A háború előtti (1934-1940) Híd-ról írt tanulmányát 1961-ben az Újvidéki Egyetem köztársaságnapi pályadíjával jutalmazzák, egy szintén pályázatra készült könyvkritikája pedig Tribün-díjban részesül (1962). A Sinkó Ervin mentorálásával készített egyetemi diplomadolgozatát „Írás a [két háború közötti] Vajdaságban. Széljegyzetek a »vajdasági irodalom« margójára” címen 1964 júniusában védi meg a Tanszéken.
Egyetemi tanulmányai idején, 1962 szeptemberétől 1964 decemberéig a Symposion c. irodalmi-kritikai újságmelléklet szerkesztője s az Új Symposion c. művészeti-kritikai folyóirat elindításának előkészítője a melléklet szerkesztőbizottságával (Bányai János, Domonkos István, Gerold László, Fehér Kálmán, Utasi Csaba, Végel László).
1965 január-márciusában az induló Új Symposion alapító fő- és felelős szerkesztője, két kurta lemondó nyílt levél közzététele után pedig a laskói (Baranya/Drávaszög) Petőfi Sándor Általános Iskola magyartanára.
1967 januárjában, a katonai szolgálat letöltése után az újvidéki Magyar Nyelv és Irodalom Tanszék irodalomtörténész-asszisztensévé nevezik ki. Itt védi meg disszertációját (Etika és forradalom Sinkó Ervin életművében, 1974) s nyeri el az irodalomtudományok doktora c. szakmai rangfokozatot. Megszakítás nélkül a Tanszék asszisztense (1967-76), docense (1976-82), rendkívüli tanára (1982-87) és rendes tanára (1987-2001) a nyugdíjaztatásáig. Oktatóként a Régi magyar irodalom, Magyar népköltészet és Folklorisztika c. tanszéki tárgyakat vezeti, irodalomtörténészként pedig a 20. századi magyar irodalom és a 19-20. századi magyar – délszláv irodalmi kapcsolatok projektumaiban vesz részt munkatársként és/vagy témafelelősként. Vendégtanárként közreműködik a szabadkai Tanárképző Főiskola és az eszéki Pedagógiai Egyetem magyartanárképző munkájában is (1974-76; 1982-86).
Asszisztensként, másodállásban, az induló újvidéki Hungarológiai Intézet tudományos titkára és A Hungarológiai Intézet Tudományos Közleményei (HITK) első olvasószerkesztője (1969-74). A Tanszék és az Intézet 1976-ban bekövetkezett egyesítésével létesült felsőoktatási-kutatói integrált intézménynek, a BTK keretében működő Magyar Nyelv, Irodalom és Hungarológiai Kutatások Intézetének egy megbízatási időszakban az igazgatója s a Hungarológiai Közlemények (HK) fő- és fel. szerkesztője (1981-83), ill. a Tanulmányok c. tanszéki évkönyv fel. szerkesztője (1982-84) és az Értekezések, monográfiák c. intézeti könyvsorozat elindítója (1982-85).
Egyetemi pályáján több anyaországi tanulmányúton vett részt (Debreceni Nyári Egyetem, 1968; az MTA Irodalomtudományi Intézete reneszánsz kutatócsoportjának sárospataki konferenciája, 1969; ún. cserenapok a szegedi JATE-n és a pécsi Janus Pannonius Tanárképző Főiskolán, 1971-73; háromhavi szakmai specializáció – tkp. disszertáció-véglegesítő kutatómunka – az MTA Irodalomtudományi Intézetében, 1974). Ugyanakkor mintegy negyedszáz vajdasági, anyaországi és nemzetközi tudományos értekezleten, szakmai tanácskozáson és kongresszuson szerepel referátummal (A szabadkai Üzenet szervezésében: Irodalom és forradalom, 1974; a Létünk szervezésében: Híd-konferencia, 1984; az újvidéki Magyar Tanszék, Hungarológiai Intézet és a Magyar Nyelv, Irodalom és Hungarológiai Kutatások Intézete szervezésében: Petőfi-konferencia, 1973; Kalangya-értekezlet, 1973; Ady-konferencia, 1977; József Attila-értekezlet, 1980; nemzetközi komparatisztikai értekezlet, 1982; Vuk Karadžić-konferencia, 1987; nemzetközi folklorisztikai értekezlet, 1989; az MTA Irodalomtudományi Intézete szervezésében: avantgárd-konferencia, 1974; nemzetközi tudományos értekezlet a 20. századi szocialista irodalmakról, Visegrád 1979; Krleža-konferencia, 1982; magyar – délszláv kapcsolattörténeti értekezlet, 1984; a Nemzetközi Magyar Filológiai Társaság (Bp.) szervezésében: III. Nemzetközi Hungarológiai Kongresszus, Szeged 1991; IV. Kongresszus, Róma – Nápoly 1996; V. Kongresszus, Jyväskyla – Finnország 2001).
Újvidékre való visszatérése után, 1967 és 1973 között továbbra is részt vesz az Új Symposion szerkesztési munkálataiban, egyebek közt társszerkesztő (1967. szept. – dec.), a Sinkó Ervin Munkaév rovatszerkesztője (1968. jan. – dec.), szerkesztőbizottsági tag (1969. szept.), ill. a Centrifugális sarok c. vitarovat szerkesztője (1969. okt. – 1971. dec.) minőségben, ezenkívül pedig több tematikus (Sinkó- és B. Szabó-) számot is szerkeszt a folyóiratnak.
1970-ben nyer felvételt Szerbia Írószövetségébe és Vajdaság Íróegyesületébe, 1990-ben pedig a Magyar Írószövetség külhoni-, majd rendes tagságába (1993). Vajdaság Íróegyesülete tagjaként számos tartományi, szerbiai és országos rendezvényen szerepel előadóként („A népfelszabadító háború és forradalom Vajdaság nemzetei és irodalmaiban”, 1981; Sinkó Ervin-konferencia, 1989; Danilo Kiš-konferencia, 1990; „A vajdasági kultúra napjai Szlovéniában”, 1980; Vajdasági magyar írók estje Szerbia Írószövetsége belgrádi tribünjén, 1982), s tevékenyen vesz részt Jugoszlávia Írószövetsége néhány országos rendezvényén is (Vrdniki tanácskozás, 1977; újvidéki konferencia „Az irodalmi jugoszláviaiság” témaköréről, 1986., stb.).

## Művei
Alkotói pályája négy és fél évtizede alatt szépirodalmi, publicisztikai, kritikai és irodalomtörténeti írásai és interjúi számos napi- és hetilapban láttak napvilágot: Magyar Szó, Ifjúság, Képes Ifjúság, Dolgozók, Családi Kör, Napló, Symposion (heti, majd kétheti újságmelléklet) – Újvidék; 7 Nap (Szabadka), Magyar Képes Újság (Zágráb/Eszék); Dunántúli Napló (Pécs), Magyar Hírek, Magyar Nemzet (Bp.); A Hét (Bukarest); Dnevnik, Index, Misao/Gondolat, Savez omladine, Most – Novi Sad; Subotičke novine (Subotica), NIN (Bgd.). Folyóiratok, évkönyvek sokasága is közli munkáit: Új Symposion, Híd, A Hungarológiai Intézet Tudományos Közleményei, Hungarológiai Közlemények, Tanulmányok – Újvidék; Üzenet, Létünk, Oktatás és Nevelés, Symposion (folyóirat, 1993-tól) – Szabadka; Kritika, Literatura, Nyelvünk és Kultúránk, Hitel, Valóság – Bp.; Forrás (Kecskemét), Új Forrás (Tatabánya); Polja, Godišnjak Filozofskog fakulteta u Novom Sadu, Letopis Matice srpske, Bulletin scientifique – Novi Sad; Rukovet (Subotica), Dometi (Sombor); Gordogan, Prolog, Forum – Zgb.; Lica (Sarajevo).
Alkotói munkásságát eközben több napi- és hetilap kritikusa értékelte a Magyar Szó, Képes Ifjúság, Dolgozók – Újvidék; 7 Nap (Szabadka); Magyar Képes Újság (Eszék); Magyar Nemzet, Magyar Hírlap, Új Tükör – Bp.; A Hét (Bukarest); Studio (Zgb.) hasábjain, s a periodika szakkritikája is számottevő a pályakép alakulása során: a Híd, Új Symposion, Bilten Pokrajinskog zavoda za izdavanje udžbenika – Újvidék/Novi Sad; Üzenet (Szabadka); Mozgó Világ, Magyar Narancs, Irodalomtörténeti Közlemények, Hungarológiai Értesítő, Színház – Bp.; Tiszatáj (Szeged), Forrás (Kecskemét), Somogy (Kaposvár), Alföld (Debrecen) közölt a munkáiról egy vagy több szakvéleményt.
Alkotói tevékenységéhez szervesen kötődik résztvállalása az irodalmi, művelődési és tudományos közéletben. Ilyen szempontból különösen fontosnak látszik a jugoszláviai rendszerváltás vajúdása idején életre hívott első, akkor országos hatósugarú, ti. a szlovéniai/muravidéki, horvátországi/drávaszögi és vajdasági magyar értelmiségieket egyaránt átfogó civil szervezet, a Jugoszláviai Magyar Művelődési Társaság (JMMMT) megalapítása és istápolása egy teljes évtizeden át (1990-2000). A Társaság alapító-operatív, 2000-től pedig csak tiszteletbeli elnökeként másfél évtizeden át szerkesztette a kis híján 100 kötetet publikált társasági Kiskönyvtár másfél tucatnyi önálló műfaji-tematikus könyvsorozatát is (1991-2006). A JMMT mellett a balkáni háborús évtized alatt létesült három délvidéki rokontársulásnak, nevezetesen a Magyarságkutató Tudományos Társaságnak, a Vajdasági Magyar Tudományos Társaságnak és a Vajdasági Magyar Felsőoktatási Kollégiumnak is a kezdeményező-alapító tagjai közé tartozott, míg az anyaországi rokon civil szervezetek közül a Nemzetközi Magyar Filológiai Társaságnak már 1977-től rendes-, az Anyanyelvi Konferenciából kinőtt Magyar Nyelv és Kultúra Nemzetközi Társaságának pedig alapító tagja is volt (Esztergom, 1992). 2000-ben az MTA külhoni köztestületi tagjává választották.

## Kötetei
- Kontrapunkt. Symposion 1961-1963. Antológia; vál. Bányai János, Bosnyák István; Forum, Novi Sad, 1964 (Symposion könyvek)
- Bosnyák István: Laskói esték. Vallomások; Forum, Novi Sad, 1968 (Symposion könyvek)
- István Bosnyák: Theatrum mundi ă la Joszif Visszarionovics Sztálin; Új Symposion, Újvidék, 1970 (Symposion füzetek)
- Bosnyák István: Magyar irodalmi olvasókönyv. A szakmunkásképző isk. 3. oszt. számára; Tartományi Tankönyvkiadó Intézet, Újvidék, 1973
- Bosnyák István: Vázlatok egy portréhoz. Sinkó-variációk '63-73; Forum, Újvidék, 1975 (Symposion könyvek)
- Bosnyák István: Ellenversek, ethoszok; Forum Nyomda, Újvidék, 1977
- Bosnyák István: Sinkó Ervin a horvát irodalomban. Bibliográfiai tájékoztató 1945-1959; Forum, Újvidék, 1979 (Írói bibliográfiák)
- Bosnyák István: Szóakció. 1-2.; Forum, Újvidék, 1980-1982
- Jugoszláviai magyar nyelvjárások; szerk. Bosnyák István, vál., előszó Penavin Olga; Magyar Nyelv, Irodalom és Hungarológiai Kutatások Intézete, Újvidék, 1982 (Értekezések, monográfiák. Magyar Nyelv, Irodalom és Hungarológiai Kutatások Intézete)
- Ištvan Bošnjak: Pisma sa panonskog asfalta. Eseji; szerbre ford. Josip Varga; Srpska čitaonica i knjiž. irig., Novi Sad, 1982 (Stražilovo knjiga, 90.)
- A hungarológiai és komparatisztikai kutatások jugoszláviai bibliográfiája; fel. szerk. Bosnyák István; Magyar Nyelv, Irodalom és Hungarológiai Kutatások Intézete, Újvidék, 1983-
- Bosnyák István: Hétezer nap Szibériában avagy Egy történelmi paranoia jugoszláv kritikája; ABC Független, Bp., 1986
- Bosnyák István: Mű és magatartás. Esszék, kommentárok; Forum, Újvidék, 1987 (Esszé, tanulmány)
- B. Szabó György: Élmény, szerep, hivatás; sajtó alá rend., előszó, jegyz. Bosnyák István; Forum, Újvidék, 1988 (B. Szabó György művei)
- B. Szabó György: Tér és idő; sajtó alá rend., előszó, jegyz. Bosnyák István; Forum, Újvidék, 1988 (B. Szabó György művei)
- B. Szabó György: A tér és idő árnyékában; sajtó alá rend., előszó, jegyz. Bosnyák István; Forum, Újvidék, 1989 (B. Szabó György művei)
- B. Szabó György: Éjszakák, hajnalok; sajtó alá rend., előszó, jegyz., bibliogr. Bosnyák István; Forum, Újvidék, 1990 (B. Szabó György művei)
- Bosnyák István: Jugoszláviai magyar népköltészeti kalauz. Tanulmány és bibliográfia; Forum, Újvidék, 1991
- Bosnyák István: "Lehetetlen" kapcsolatok "lehetetlen" időkben. Komparatisztikai tanulmányok; JMMT, Újvidék, 1992 (A Jugoszláviai Magyar Művelődési Társaság kiskönyvtára. Műfordítás és kapcsolattörténet)
- Hogyan tovább a háború után? A vajdasági magyar szellemi élet kör-, kor- és kórképe. A JMMT és a Magyar szó tribünciklusának dokumentumai 1992/93; szerk. Bosnyák István; JMMT, Újvidék, 1993 (A Jugoszláviai Magyar Művelődési Társaság kiskönyvtára. Művelődés- és helytörténet)
- Bosnyák István: Kis éji Ady-breviárium. Anno Domini 1989. Ceruza-sorok: parafrázisok, adaptációk, centók és centónék egy ezredvégi Ady-összes margójára; utószó Harkai Vass Éva; JMMT, Újvidék, 1993 (A Jugoszláviai Magyar Művelődési Társaság kiskönyvtára. Líra, epika, dráma)
- Bosnyák István: Pörök, táborok, emberek. Kor- és kórtörténeti variációk az ezredvégről. 1-2.; Forum, Újvidék, 1994-1997
- Bosnyák István: Sinkóék. Sinkó Ervin és Rothbart Irma életútja, hang-, szín- és tévéjátékban elbeszélve; JMMT, Újvidék, 1995 (A Jugoszláviai Magyar Művelődési Társaság kiskönyvtára. Élet- és korrajzok)
- Bosnyák István: Becskereki Szabó György; JMMT, Újvidék, 1996 (A Jugoszláviai Magyar Művelődési Társaság kiskönyvtára. Irodalomtörténet, kritika, bibliográfia)
- Honosságunk első félezer éve. Magyarok Dél-Magyarországon, 896–1526; szerk. Bosnyák István; JMMT, Újvidék, 1996 (A Jugoszláviai Magyar Művelődési Társaság kiskönyvtára. Művelődés- és helytörténet)
- Bosnyák István: Kis magyar balkáni krónika. 1962-1997. 1-2.; JMMT, Újvidék, 1998 (A Jugoszláviai Magyar Művelődési Társaság kiskönyvtára. Társadalmi és történelmi publicisztika)
- Délvidék, negyvennyolc. Az 1848/49-es forradalom és szabadságharc a mai Vajdaság területén; szerk. Bosnyák István; JMMT, Újvidék, 2000 (A Jugoszláviai Magyar Művelődési Társaság kiskönyvtára Szociológia, jog és rokon társadalomtudományok)
- Nagy mesélőnk ébresztése. Majtényi Mihály centenáriuma; szerk. Bosnyák István; JMMT, Újvidék, 2001 (A Jugoszláviai Magyar Művelődési Társaság kiskönyvtára Irodalomtörténet, kritika, bibliográfia)
- A honfoglalástól Mohácsig. Millenniumi visszapillantás a délvidéki magyar kultúra első félezredére; szerk. Bosnyák István; JMMT, Újvidék, 2002 (A Jugoszláviai Magyar Művelődési Társaság kiskönyvtára Művelődés- és helytörténet)
- Bosnyák István: Politikai symposion a Délvidéken; JMMT, Újvidék, 2003–
  - 1. Egy ellenzéki nemzedék mozgalmi kibontakozása és veresége; 2003 (A Jugoszláviai Magyar Művelődési Társaság kiskönyvtára. Irodalomtörténet, kritika, bibliográfia, 5.)
  - 2. Egy ellenzéki magyar nemzedék világ-képe. 1961-1965; 2006 (A Vajdasági Magyar Közművelődési Társaság kiskönyvtára. Irodalomtörténet, kritika, bibliográfia)
- Bosnyák István: Etika és forradalom – (un)etikus forradalom? Egy XX. századi epochális kérdés körbejárása, 1905-1965; Vajdasági Magyar Közművelődési Társaság, Újvidék, 2005
- Baranyai B. István: Egy kisebbségi kismagyar kiséletmű. Bosnyák István munkássága a kritika és bibliográfia tükrében, 1954-2004; Dotnet Kft., Bp., 2006 (Baranyai B. István művei)
- Baranyai B. István: Ellenversek, 1959–2004; Dotnet, Bp., 2007 (Baranyai B. István művei)
- Bosnyák B. István: Vallani mindent? Konfessziók és interjúk, 1961–2001; Dotnet Kft., Bp., 2008 (Baranyai B. István művei)
- Bosnyák B. István: Polémiák, hiábavaló polémiák. Vitairatok, 1962–1999; Dotnet Kft., Bp., 2009 (Baranyai B. István művei)
- Bosnyák B. István: Levelek a pannon aszfaltról. Esszék, kommentárok, publicisztikák, 1978; Dotnet Kft., Bp., 2010 (Baranyai B. István művei)
- Baranyai B. István: Délvidéki magyar művelődési krónika. Kiadatlan írások, 1961–2001; Dotnet Kft., Bp., 2011 (Baranyai B. István művei)
- Baranyai B. István: Vázlatok egy portréhoz. Sinkó-variációk '63-73; Dotnet Kft., Bp., 2014 (Baranyai B. István művei)

## Elismerései
- Munkásságáért Tribün-díjban (1962)
- Zsáki József-díjban (1987)
- Szenteleky-díjban (1994)
- a Milošević-rezsim bukása után pedig a Szerbiai Közművelődési Közösség aranyjelvényében részesült (2001).

## Külső hivatkozások
- Baranyai-Bosnyák István honlapja
- Kontra Ferenc: Horvátország magyar irodalma. HunCro, Eszék. (2011) ISBN 978-953-7366-14-8